# Arrondissement maritime français
Un arrondissement maritime, en France, est un découpage administratif géographique, civil et militaire du territoire maritime. 
Le terme de région maritime, un temps utilisé en lieu et place de celui d'arrondissement maritime, n'est plus actuellement légalement utilisé.
Créé sous la Révolution française, la nécessité de ce découpage n'est jamais remise en question même si le nombre, la désignation et même le terme d'arrondissement maritime évoluent.

## Situation actuelle

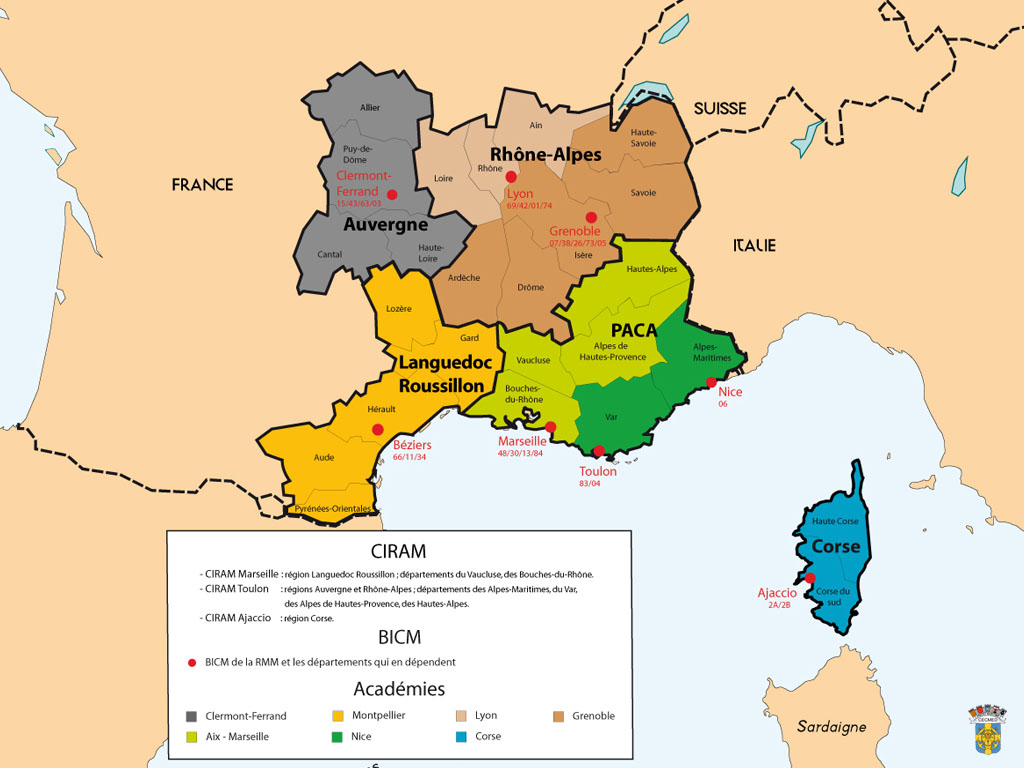
Région maritime Méditerranée.

Les arrondissements maritimes actuels sont codifiés par l'article 3 du décret no 2007-583 du 23 avril 2007, modifiés par le décret no 2016-1336 du 7 octobre 2016 - article 2. Ces décrets relèvent  du code de la défense.
Il existe 3 arrondissements maritimes, dont les frontières sont définies par région, savoir : 
- Atlantique, siège à Brest, pour les régions Nouvelle-Aquitaine, Bretagne, Centre-Val de Loire, Pays de la Loire ;
- Manche-Mer du Nord, siège à Cherbourg, pour les régions Normandie, Hauts-de-France ;
- Méditerranée, siège à Toulon, pour les régions Auvergne-Rhône-Alpes, Corse, Occitanie, Provence-Alpes-Côte d'Azur.

## Décretno55-353du 29 juin 1955
Le décret du 29 juin 1955 portant modification du décret du 22 avril 1927 sur l'organisation de la marine militaire crée une quatrième région maritime pour le littoral algérien, sortant celui-ci de la région maritime de Toulon.

## Chronologie des évolutions réglementaires
- Règlement du 27 avril 1800 (7 floréal an VIII) : création des arrondissements maritimes
- Ordonnance du 29 novembre 1815 : Suppression des préfets maritimes. Réunion des 1er et 2d arrondissements, chef-lieu Cherbourg[2].
- Décret du 4 janvier 1921 : Suppression de l'arrondissement de Lorient[3]
- Décret du 17 mars 1921 : Suppression de Lorient reportée avant mise en œuvre[4]
- Décret du 22 avril 1927 relatif à l'organisation de la marine militaire
- Décret no 90-594 du 6 juillet 1990
- Décret no 2000-558 du 21 juin 2000 fixant l'organisation militaire territoriale

## Tableau synthétique des évolutions
Les arrondissements maritimes (ou régions maritimes) sont définis soit par leur numérotation (exemple : "préfet maritime du 2d arrondissement"... ), soit défini par le chef-lieu de ceux-ci (aussi dénommé port principal, préfecture maritime), exemple : arrondissement de Rochefort, etc.).
Le tableau de synthèse ci-dessous permet d'identifier numérotation et chef-lieu en fonction des évolutions chronologiques.
| de               | au               | 1er       | 2e        | 3e      | 4e        | 5e        | 6e      | Commentaires                                                                                    |
| ---------------- | ---------------- | --------- | --------- | ------- | --------- | --------- | ------- | ----------------------------------------------------------------------------------------------- |
| 27 avril 1800    | 16 novembre 1803 | Dunkerque | Le Havre  | Brest   | Lorient   | Rochefort | Toulon  |                                                                                                 |
| 17 novembre 1803 |                  | Boulogne  | Le Havre  | Brest   | Lorient   | Rochefort | Toulon  | Bonnefoux transfère le siège du 1er arrondissement de Dunkerque à Boulogne le 25 brumaire an 12 |
| 1813             |                  | Boulogne  | Cherbourg | Brest   | Lorient   | Rochefort | Toulon  | Le siège du 2e arrondissement est transféré du Havre à Cherbourg.                               |
| 29 novembre 1815 |                  | Cherbourg | Brest     | Lorient | Rochefort | Toulon    |         |                                                                                                 |
| 27 décembre 1826 |                  | Cherbourg | Brest     | Lorient | Rochefort | Toulon    |         |                                                                                                 |
|                  |                  |           |           |         |           |           |         |                                                                                                 |
| 30 octobre 1913  | 21 avril 1927    | Cherbourg | Brest     | Lorient | Rochefort | Toulon    | Bizerte |                                                                                                 |
| 22 avril 1927    |                  | Cherbourg | Brest     | Toulon  | Bizerte   |           |         |                                                                                                 |
|                  | aujourd'hui      | Cherbourg | Brest     | Toulon  |           |           |         |                                                                                                 |